# Armando Gutiérrez González
Armando Gutiérrez González (Bogotá, Cundinamarca, 1 de marzo de 1962) es un abogado y político colombiano. Gutiérrez ha tenido una carrera política extensa, representando al Partido Liberal en el Concejo de Bogotá en numerosas ocasiones desde el año 2001. En 2014 consiguió su curul, a la cual accedió al reemplazar a Jorge Ernesto Salamanca Cortés, quien renunció en agosto de 2014 Adicionalmente, en febrero de 2015 fue elegido por sus coparlamentarios como primer vicepresidente del concejo hasta el término del periodo. Ha sido concejal de Bogotá en representación del Partido Liberal Colombiano durante los periodos 2001-2003, 2004-2007, 2011, 2014-2015, 2016-2019, 2020-2023 y en la actualidad se ratificó para el periodo 2024- 2027

## Estudios
Gutiérrez González es abogado de la Universidad Externado de Colombia, con Maestría en Derecho y realizó especializaciones en Derecho Laboral y Relaciones Industriales, así como en Ciencias Penales y Criminológicas en la misma universidad. Realizó adicionalmente especialización en Control Fiscal y Gerencia Pública, Contratación Estatal y Negocios Jurídicos de la Administración en la Universidad del Rosario.

## Experiencia profesional
Tiene experiencia profesional en diferentes organismos del estado, tales como el liquidado Instituto de Crédito Territorial (INSCREDIAL), la Secretaría de Tránsito y Transporte de Bogotá y el IDEAM. Así mismo, ejerció como jefe de las oficinas jurídicas de la Contraloría de Bogotá.

## Carrera política
Desde el Concejo de Bogotá, ha sido autor de Acuerdos de Ciudad de alto impacto social que buscan garantizar la protección y cuidado de las personas mayores, las personas con discapacidad y las mujeres; fortalecer los espacios para el desarrollo integral de los niños, niñas y adolescentes, e implementar proyectos para el crecimiento de la ciudad. Ha realizado una fuerte labor como veedor frente al desempeño de las entidades distritales en la ejecución de las políticas y programas de la capital.
Cuenta en su actividad normativa con diferentes acuerdos que ha dejado para la ciudad en beneficio de poblaciones vulnerables:
- ACUERDO 44: que realizó la extensión del Pasaporte Vital a todos los pensionados residentes en Bogotá; que brinda descuentos y gratuidad en actividades deportivas, culturales y formativas.
- ACUERDO 51: que implementó las ventanillas para atender exclusivamente a la población con discapacidad, mujeres en estado de embarazo y adultos mayores en entidades distritales y empresas de atención al público.
- ACUERDO 089: que estableció las reglas generales para la conformación de la base de datos de potenciales beneficiarios para programas sociales del SISBEN en la capital.
- ACUERDO 188: que autorizó la emisión y recaudo de la estampilla “Pro Personas Mayores” para contribuir al funcionamiento y desarrollo de programas de los centros de bienestar y de vida.
- ACUERDO 300: que declaró de interés cultural el Torneo Amistad del Sur, o hexagonal del Olaya de acuerdo al presupuesto Distrital.
- ACUERDO 591: que adicionó al Código de Policía de Bogotá un artículo para exigir el uso adecuado y con información veraz de la Línea 123 y otras líneas de reporte de emergencia e inseguridad.
- ACUERDO 750: que adoptó los lineamientos para el desarrollo integral de niños y niñas de cero a cinco años en las políticas y programas de la Política Pública de Infancia y Adolescencia.
- ACUERDO 762: que adicionó un lineamiento de política pública para promover y fortalecer la asociatividad y la participación entre organizaciones juveniles del distrito.
- ACUERDO 803: que institucionalizó el Observatorio de Turismo de Bogotá como un instrumento de gestión pública, que consolida, investiga y divulga la información del sector turístico en la ciudad.
- ACUERDO 839: que estableció los lineamientos del programa “Manillas Salvavidas” para la creación de una Ruta Integral de Atención a Personas Mayores con Trastorno Neurocognitivo Mayor, posibilitando su identificación y ubicación en caso de desorientación, extravío y abandono.
- Acuerdo 914 de 2023: Por el cual se dictan lineamientos para la promoción musical en el espacio público y se crea el día de la música
- Acuerdo n.º 933 de 2024: Por el cual se crea el Evento Artístico y Cultural para la Promoción y Preservación del Folclor Vallenato en Bogotá